# Becky Smith
Rebecca Gwendolyn „Becky” Smith później Becky Wiber (ur. 3 czerwca 1959 w Vancouver) – kanadyjska pływaczka, dwukrotna brązowa medalistka olimpijska z Montrealu.
Zawody w 1976 były jej jedynymi igrzyskami olimpijskimi. Zdobyła brąz na dystansie 400 m stylem zmiennym oraz w sztafecie 4 × 100 metrów stylem dowolnym. Wywalczyła pięć medali Igrzysk Imperium Brytyjskiego i Wspólnoty Brytyjskiej, w tym cztery w konkurencjach indywidualnych